# Pavel Petrovič Vjazemskij
Principe Pavel Petrovič Vjazemskij, in russo Павел Петрович Вяземский? (Varsavia, 2 giugno 1820 – San Pietroburgo, 29 giugno 1888), è stato un politico, scrittore e storico russo.

## Biografia
Membro della famiglia Vjazemskij, Pavel era l'unico figlio superstite di Pëtr Andreevič Vjazemskij (1792-1878), e di sua moglie, Vera Fëdorovna Gagarina (1790-1886).
Fu un caro amico di Aleksandr Sergeevič Puškin. Questa amicizia, è, probabilmente, il principio di tutte le sue attività letterarie e scientifiche future. Ricevette una formazione eccellente alla scuola tedesca Petrischule (in russo Петришуле?) e poi all'Università di San Pietroburgo.

## Carriera
Dopo la laurea, iniziò a lavorare presso il Ministero degli affari esteri nell'ambito della missione diplomatica russa a Costantinopoli, L'Aia, Vienna e Karlsruhe.
Dopo il suo ritorno in Russia, nel 1848, lavorò presso il Ministero della pubblica istruzione. Nel 1862, si trasferisce al Ministero dell'interno, dove è stato nominato presidente del Comitato di San Pietroburgo della censura straniera, e dal 5 aprile 1881 al 1º gennaio 1883, lavorò come capo della Amministrazione generale della stampa.
Nel 1877, su sua iniziativa, è stata fondata la Compagnia degli amanti della letteratura antica (OLDP), di cui è stato eletto presidente onorario.
Mentre prestava servizio nelle missioni diplomatiche all'estero, raccolse numerose opere d'arte della Germania e dei paesi limitrofi di XV-XVI secolo. Dopo la rivoluzione, gran parte della sua collezione d'arte è stata nazionalizzata ed è stato ammesso al Museo Puškin delle belle arti.

## Matrimonio

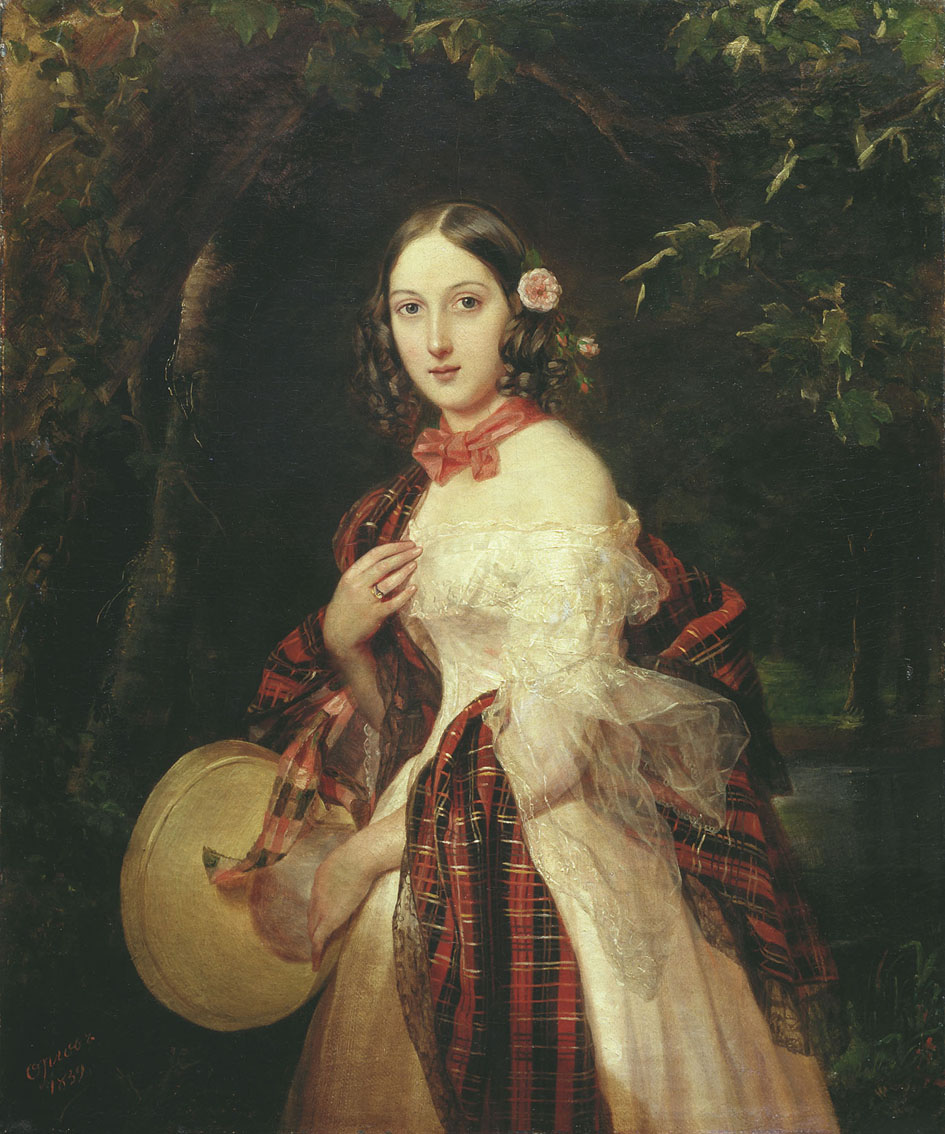
Ritratto di Marija Arkad'evna Stolypina, di Pimen Nikitič Orlov, 1839.

Sposò, il 17 ottobre 1848, Marija Arkad'evna Stolypina (1819-1889). Ebbero tre figli:
- Ekaterina (20 settembre 1849-24 gennaio 1929), sposò il conte Sergej Dmitrievič Šeremetev, ebbero figli;
- Aleksandra (1º gennaio 1851-1929), sposò Dmitrij Sergeevič Sipjagin;
- Pëtr (5 dicembre 1854-1931).

## Opere
- "Sulla politica di Federico il Grande 1763-1775" (Mosca, 1868)
- "Il racconto della schiera di Igor. Lo studio sulle opzioni" (San Pietroburgo, 1877)
- "Relazione sulla vita della collezione catalogo manoscritto russo santi N. Barsukov" (San Pietroburgo, 1877)
- "L'importanza di russi manoscritti" (San Pietroburgo, 1878)
- "Revisione delle collezioni di libri di Mosca" (San Pietroburgo, 1877)
- "A. Pushkin 1816-1825, secondo Ostafevskogo documenti d'archivio" (San Pietroburgo, 1880)
- "A. Pushkin 1826-1837, secondo Ostafevskogo documenti d'archivio e memorie personali" (San Pietroburgo, 1880)
- "Monasteri in Ladoga e il lago Kubenskoye" (San Pietroburgo, 1881)
- "La storia del principe Vjazemskij" Volume 1 (San Pietroburgo, 1881).

Nel 1932, il più ricco archivio Vjazemskij e la sua collezione di antichi manoscritti, è stata trasferita alla Biblioteca Pubblica di Stato.